# Liste westfälischer Adelsgeschlechter
Die Liste ist eine alphabetische Übersicht über westfälische Adelsgeschlechter.
Die Liste umfasst vornehmlich Geschlechter des landsässigen Ritterschaftsadels, aber auch Dynasten, Edelfreie und Angehörige des spätmittelalterlichen Patriziats (z. B. Erbmännerfamilien) sowie Adelsgeschlechter, die bis zum Ende der Monarchie nach Westfalen im Sinne des Niederrheinisch-Westfälischen Reichskreises zugezogen sind.

## A
- Ahe
- Aldinchoven
- Altena
- Altenbockum
- Amelunxen
- Anrep
- Arenberg
- Arnsberg (nicht zu verwechseln mit den Grafen von Arnsberg)
- Ascheberg
- Aschebrock
- Aspelkamp
- Asbeck
- von der Asseburg

## B
- Bar
- Backum
- Beesten
- Bentheim-Steinfurt
- Bentheim-Tecklenburg
- Bentinck
- von der Becke
- Berchem
- Beren
- Berenbruch
- Berg
- von dem Berge
- Berghoven
- Bernefuer
- Beringhausen
- Berkule
- Berninghausen
- von der Berswordt
- Besten
- Bevern
- Beverförde
- Bilstein
- Binkhof
- Bischopinck
- Bocholtz
- Bodelschwingh
- Böckenförde genannt Schüngel
- Bögge
- Boenen
- Bönninghausen
- Boeselager
- von der Borch
- Bornemann genannt Kessel
- Borries
- Bottlenberg, später auch von Bottlenberg gen. Kessel
- Botzlar; siehe auch Burg Botzlar
- Brabeck
- von dem Braam (auch: von dem Braeme)
- Brackel
- Brakel
- Brandlecht
- Brempt
- von und zu Brenken; zum baltischen Adelsgeschlecht mit der Schreibweise von der Brenken siehe von den Brincken
- von dem Broel; siehe Plater
- Brüggenei
- Brünninghausen
- Buck
- Budberg
- Budde
- Buer
- Büren
- von dem Bussche
- Bylandt

## C
- Calle
- Callenberg
- Canstein
- Cappenberg
- Castorp
- Clevorn
- Cleyhorst
- Cloet, auch Clodt
- Cobbenrode († 1673)
- Cosijn von Ripperda
- Coten
- Croÿ

## D
- Danckelmann
- Deckenbrock; siehe Droste zu Hülshoff
- Dellwig
- Detten
- Diepenbrock
- Dincklage
- Dinsing
- Dobbe
- Dönhoff
- Dorgelo
- von der Dorneburg gen. Aschebrock siehe Aschebrock
- Dorneburg gen. von der Lage
- Droste zu Beck
- Droste zu Erwitte
- Droste zu Hülshoff
- Droste zu Loburg
- Droste zu Senden; siehe Droste zu Vischering
- Droste zu Schwenkhausen
- Droste zu Vischering
- Druffel
- Dücker
- Düdinck
- Düngelen
- Düthe
- oppen Dyke
- Dwingelo

## E
- Eickel
- Elmendorff
- Elverfeldt
- Elverfeldt genannt von Beverfoerde zu Werries
- Ennigloh genannt Pladiese
- Ense
- Eppenhausen
- Erwitte
- Eschweiler
- Exterde
- Eyll

## F
- Freseken
- Friesendorf
- Frydag, auch Freytag oder Freytag von Loringhoven
- Fürstenberg

## G
- Galen
- Gaugreben
- Geismar
- Gellinghausen gen. Krummer von Ole
- Gemen
- Gescher
- Geyr von Schweppenburg
- Gimpte
- Gnegel
- Graes
- Grafschaft
- Grapendorf
- Grüter
- Gruwel
- Gylich
- Gysenberg; siehe auch Westerholt (Adelsgeschlecht)

## H
- Hackenberg (westfälisches Adelsgeschlecht)[1]
- Hadewig
- Hake
- Hammerstein
- Hanxleden
- Hardenberg
- Haren
- Harmen
- Hasenkamp
- Hattingen
- Hausen
- Haver
- Havkenscheid
- Haxthausen
- Heereman von Zuydtwyck
- Heghe
- Hengstenberg
- Herbern
- Herding
- Heide
- Heiden, auch von Heyden
- Herreke
- Hetterscheidt
- Hiddessen
- Hilbeck
- Höfflinger
- Hoerde
- Hoete
- Hövel; siehe Grafen von Hövel
- Hohberg
- Holle
- Holte
- Holtey
- Holwede
- Horne
- von der Horst; siehe auch von der Recke von der Horst
- Horstmar
- von Hüsten; siehe Ketteler
- Hugenpoth

## I
- Innhausen und Knyphausen
- Isenberg

## J
- Jemgum

## K
- Kanne
- Karthausen
- Kaunitz
- Kerckerinck
- Kerkring
- Kerssenbrock
- Ketteler
- Keyserlingk
- Klasing
- Kleihorst
- Klepping
- Knipping
- Kobrinck
- Koning
- Korff
- Kückelsheim (Adelsgeschlecht, Lüdinghausen)
- Kückelsheim (Adelsgeschlecht, Essen)

## L
- Laar
- Laer
- Lambsdorff
- Langen
- Landsberg
- Lappe
- Laufenberg[2]
- Ledebur
- Leden
- von der Leithe I. / von der Leithe II.
- Lethmate gen. Kuling
- Lilien
- Limburg
- Linteloe
- von der Lippe
- Lipperheide
- Loë
- Lüdinghausen
- Lüdinghausen genannt Wolff
- Lünen
- Lüninck
- Lürwald
- Lynden, geldrisches Adelsgeschlecht

## M
- Mallinckrodt
- von der Mark
- Martels
- Mecheln
- Meer
- Meinhövel
- Melschede
- Mengede
- Mengersen
- Merveldt
- Meschede
- Monnich
- Morrien
- Mühlen
- Münch
- Münster
- Müschede
- Mulert (auch Mulart)

## N
- Nagel
- Neheim (Adelsgeschlecht, Ruhr)
- Neheim (Adelsgeschlecht, Sondermühlen)
- Nesselrode
- Nettelhorst
- Neuhoff; auch von Neuhoff gen. von der Ley
- Nideggen
- Niehausen
- Nordhof

## O
- Oer
- Oeynhausen
- Olfers
- Ossenbrock
- von der Osten
- Ostman von der Leye
- Ovelacker
- Overhaus (auch Oberhausen)
- Oye

## P
- Padberg
- Pallandt
- Papen
- Papen-Wilbring
- Pelster
- Pensen von Caldenbach
- Pentlinck
- Plater, auch von dem Broel gen. Plater
- Plettenberg

## Q
- Quadt

## R
- Rabe von Pappenheim
- Rademacher
- Raesfeld
- Raitz von Frentz
- Rappard
- Ravensberg; siehe Grafschaft Ravensberg
- von der Recke
- Recke von der Horst
- Reede
- Reusch
- Riedemann
- Rintelen
- Ripperda
- Rittberg
- Rode, auch Raden
- Rodenberg
- Romberg
- Rüdenberg
- Rutenberg

## S
- Salm-Horstmar
- Salm-Salm; siehe auch Fürstentum Salm
- Sandfort
- Schade
- Scharffenberg[3][4] (ursprünglich Scharpenberg)
- Schedelich
- Schele
- Schenckinck oder Schencking
- eine Nebenlinie der Hohenlohe als „Herzöge/Prinzen von Ratibor und Corvey“
- Schledorn
- Schloen, Linien gen. Tribbe und gen. Gehle
- Schluck
- Schnellenberg
- Schlippenbach
- Schonebeck (Adelsgeschlecht)
- Schoneburg
- Schorlemer
- Schüching; siehe Schücking (Familie)
- Schüngel
- Schüren
- Schwachenberg
- Schwalenberg
- Schwansbell (Schloss Schwansbell)
- Schwencken
- Sebeke, siehe Kerckerinck
- Senden
- Sevinghausen
- Snetlage
- Sobbe
- Spiegel
- Sprenge
- Staël von Holstein
- Stecke
- Steinkuhle
- Steding
- Steinfurt
- Steveninck
- Stockhausen
- Störmede
- Stryk
- Strünkede
- Sudermann
- Sümmern
- Syberg

## T
- Tecklenburg
- Tenspolde
- Thüle
- Thülen
- von der Tinnen
- Travelmann
- Tolner
- Torck; siehe Haus Nordherringen#Familie von Torck
- Twickel

## V
- Vagedes
- Varssem
- Vaerst
- Valcke
- Valepage
- Varendorff
- Vechtrup
- Velen; siehe Landsberg
- Velmede (Kornähren)
- Velmede (Schachbalken)
- Velpe
- Verne
- Vietinghoff
- Vincke
- Voghet
- Vogt
- Vogt von Elspe
- Vogt von Soest
- Vollenspit
- Volmestein; siehe auch Burg Volmarstein und von der Recke von Volmerstein
- Vondern
- Voss

## W
- Waldenheim gen. Potgießer
- Waldhaus von Heerse
- Walgarden
- Walrawe
- Wandthoff
- Warendorf oder Warendorp
- Weddege
- Weichs
- Wellede
- Wendt
- Wenge
- von der Wenne +; siehe Haus Wenne
- Werl
- Werminghausen
- Werne
- Westerholt
- Westhausen
- Westhoven
- Westphalen
- Westrem
- Westrup
- Wettberg
- Wickede
- Wietersheim
- Windelen
- Wintgen
- Witten
- Wolde
- Wolff-Metternich
- Wrede
- Wulff zu Füchteln
- Wulff von Lüdinghausen
- von Wulfheim; siehe Droste zu Vischering
- von der Wyck (heute: van der Wyck)
- Wydenbruck (Grafen); auch Wiedenbrück
- Wylich

## Z
- Zuylen-Anholt